# Oligopogon superciliatus
Oligopogon superciliatus är en tvåvingeart som beskrevs av H. Oldroyd 1970. Oligopogon superciliatus ingår i släktet Oligopogon och familjen rovflugor.
Artens utbredningsområde är Kongo. Inga underarter finns listade i Catalogue of Life.